# Socotrapotamon socotrense
Socotrapotamon socotrense is een krabbensoort uit de familie van de Potamidae. De wetenschappelijke naam van de soort is voor het eerst geldig gepubliceerd in 1883 door Hilgendorf.